# 世界の文学がわかる!あらすじ名作劇場
『世界の文学がわかる!あらすじ名作劇場』（せかいのぶんがくがわかる あらすじめいさくげきじょう）は、2016年4月13日から2017年3月22日までBS朝日で放送されていた教養番組である。放送時間は毎週水曜 22:00 - 23:00 （日本標準時）。

## 概要
世界的に知られている文学作品の「あらすじ」に着目した番組。2015年12月27日（日曜） 21:00 - 23:00 に一度パイロット版『今だから、知りたい世界文学の名作〜シェークスピアから太宰治まで2時間でわかる!〜』を放送した後、翌年4月にレギュラー放送を開始した。
番組は、作品を知らない視聴者でも15分もあればおおよその内容を理解できるよう、文学作品2編のあらすじをアニメーション、あるいは現代日本風の設定でドラマ化(番組サイトでは「超訳ドラマ」と呼ぶ)。さらに、作品に込められているメッセージや隠された衝撃の事実も解き明かす。また、番組の原案となった『あらすじで読む名著』の著者・小川義男による作品解説や、文学ゆかりの地を小川たちが巡る企画もある。
6月15日に放送された「手袋を買いに」(新美南吉)は「たけくらべ」(樋口一葉)と合わせて採り上げられたが、当初6月1日「小公女」(バーネット)と合わせて採り上げられる旨が告知されつつ別コーナーに差し替えとなっていた。
同日の放送も「テニス中継のため休止」と公式サイトで告知されていたが出場選手(錦織圭)の棄権により試合中継自体がなくなり、急遽放送に至った。このように22時以前枠のスポーツ中継で試合展開に伴い放送自体後にずれたり、中止になる事もあった。
2016年10月から大幅なリニューアルを敢行し、これまでの文学系作品だけでなく、童話・落語・演劇などにも幅を広げる。また毎回平泉による生朗読「平泉成の朗読劇場」がスタートした。
スペシャルと銘打って21時から2時間枠で放送した回もある。2017年3月22日の最終回も2時間スペシャルとなる。

## 出演者

### パイロット版
- 進行：市川紗椰、小川義男
- ナレーター：天谷ゆか

### レギュラー版
- ストーリーテラー（案内役）：平泉成
- 進行：本仮屋ユイカ、小川義男
- ナレーター：天谷ゆか

## 放送リスト
| 放送日                            | 紹介作品・実施企画 |
| --------------------------------- | --- |
| 2015年12月27日 （パイロット版）   | - フョードル・ドストエフスキー「罪と罰」 - ウィリアム・シェイクスピア「ヴェニスの商人」 - 太宰治「人間失格」                                              |
| 2016年4月13日 （2時間スペシャル） | - ウィリアム・シェイクスピア「ハムレット」 - 夏目漱石「吾輩は猫である」 - ジーン・ウェブスター「あしながおじさん」 - ジュール・ヴェルヌ「海底二万マイル」 |
| 2016年4月20日                     | - レオ・レオニ「スイミー」 - レフ・トルストイ「イワンのばか」                                                                                             |
| 2016年4月27日                     | - 尾崎紅葉「金色夜叉」 - フョードル・ドストエフスキー「カラマーゾフの兄弟」                                                                               |
| 2016年5月4日                      | - マーク・トウェイン「トム・ソーヤーの冒険」 - 宮沢賢治「銀河鉄道の夜」                                                                                   |
| 2016年5月11日                     | - 夏目漱石「こころ」 - 芥川龍之介「蜘蛛の糸」 |
| 2016年5月18日                     | - 江戸川乱歩「怪人二十面相」 - エドガー・アラン・ポー「モルグ街の殺人」                                                                                   |
| 2016年5月25日                     | - スタンダール「赤と黒」 - 「銀ブラ」 |
| 2016年6月1日                      | - フランシス・ホジソン・バーネット「小公女」 |
| 2016年6月8日                      | - 太宰治「走れメロス」 - ホセ・ムヒカ「世界でいちばん貧しい大統領のスピーチ」                                                                             |
| 2016年6月15日                     | - 樋口一葉「たけくらべ」 |
| 2016年6月22日                     | - ギ・ド・モーパッサン「女の一生」 |
| 2016年6月29日                     | - ゲーテ「若きウェルテルの悩み」 |
| 2016年7月13日                     | - 森鷗外「舞姫」 |
| 2016年7月20日                     | - アントン・チェーホフ「犬を連れた奥さん」 |
| 2016年7月20日                     | - 2時間SP 没後100年 日本人として知っておきたい 夏目漱石10のスゴいところ - 夏目漱石「こころ」 - 「吾輩は猫である」 - 「坊つちやん」                        |
| 2016年8月3日                      | - 日本最古の物語「竹取物語」 |
| 2016年8月10日                     | - 二葉亭四迷「浮雲」 |
| 2016年8月17日                     | - マクシム・ゴーリキイ「どん底」 |
| 2016年8月24日                     | - 怪盗ルパン(モーリス・ルブラン)「奇巌城」 |
| 2016年8月31日                     | - ヘルマン・ヘッセ「車輪の下」 |
| 2016年9月14日                     | - 近松門左衛門「曽根崎心中」 |
| 2016年9月28日                     | - 本のスペシャリストが選ぶ 未来に遺したい名作スペシャル - 佐野洋子「100万回生きたねこ」 - 「まんじゅうこわい(落語)」 - “世界一の本の街”神保町巡り         |
| 2016年10月12日                    | - 落語の世界へ - 「猫の皿」 - 「子別れ」 - グリム童話「死神の名付け親」                                                                                   |
| 2016年10月19日                    | - 語り継がれる古典 - 「とりかへばや物語」 - 「一寸法師」                                                                                                  |
| 2016年10月27日                    | - 語り継がれる古典 - 「わらしべ長者」 - 芥川龍之介「鼻」 - 「さるかに合戦」                                                                               |
| 2016年11月2日                     | - アンデルセン童話 - 「人魚姫」 - 「赤い靴」 |
| 2016年11月9日                     | - 森鴎外「高瀬舟」 - アンデルセン(森鴎外訳)「即興詩人」                                                                                                   |
| 2016年11月23日                    | - 貝原益軒「養生訓」 |
| 2016年11月30日                    | - 「落窪物語」 - グリム兄弟「灰かぶり」 |
| 2016年12月1日                     | - 宮沢賢治「風の又三郎」 - 「雨ニモマケズ」 |
| 2016年12月21日                    | - 夏目漱石没後“ちょうど”１００年スペシャル 人間・漱石と名作～漱石ゆかりの地・熊本の復興を願って～ - 夏目漱石「三四郎」 - 「草枕」                         |
| 2017年1月11日                     | - 清少納言「枕草子」 |
| 2017年1月18日                     | - 小川未明「赤い蝋燭と人魚」 |
| 2017年1月25日                     | - ライマン・フランク・ボーム「オズの魔法使い」 |
| 2017年2月1日                      | - 「あくび指南」 - 「文七元結」 |
| 2017年2月8日                      | - 芥川龍之介「鼻」 「羅生門」 |
| 2017年2月22日                     | - 鈴木三重吉「赤い鳥」 |
| 2017年3月1日                      | - イソップ「イソップ寓話」 - 「ウサギとカメ」 - 「北風と太陽」                                                                                            |
| 2017年3月15日                     | - 吉田兼好「徒然草」 |
| 2017年3月22日                     | - 「桃太郎」 - 「浦島太郎」 - 「金太郎」 |